# Thyridanthrax kozlovi
Thyridanthrax kozlovi är en tvåvingeart som beskrevs av Zaitzev 1976. Thyridanthrax kozlovi ingår i släktet Thyridanthrax och familjen svävflugor. Inga underarter finns listade i Catalogue of Life.